# Di'Anno
I Di'Anno sono stati un gruppo musicale heavy metal formato nel 1983 dall'ex-cantante degli Iron Maiden Paul Di'Anno, da cui la band ha preso il nome.

## Storia del gruppo
Inizialmente avevano preso il nome di Lonewolf, ma dopo alcuni screzi con un altro gruppo che si chiamava già Lone Wolf decisero di cambiar nome e di prendere semplicemente il cognome del loro fondatore.
Hanno pubblicato soltanto due album nella loro carriera, Di'Anno nel 1984 e Nomad, uscito postumo nel 2000.
Nel 2012 hanno pubblicato un nuovo album Army Of The Damned con la Napalm Records
Della band hanno fatto parte anche Janick Gers, già membro della band di Paul Di'Anno Gogmagog e futuro membro degli Iron Maiden, ed il batterista dei Def Leppard Frank Noon.

## Discografia
- 1984 - Di'Anno
- 2000 - Nomad
- 2012 - Army Of The Damned